# تپه آق یر ۱
تپه آق یر ۱ مربوط به دوره اشکانیان - دوره ساسانیان - سده‌های اولیه دوران‌های تاریخی پس از اسلام است و در شهرستان ماهنشان، بخش مرکزی، دهستان اوریاد، ۲ کیلومتری شرق روستای ارزه خوران، ۲۰۰ متری جاده خاکی روستا واقع شده و این اثر در تاریخ ۱۵ دی ۱۳۸۷ با شمارهٔ ثبت ۲۴۰۶۷ به‌عنوان یکی از آثار ملی ایران به ثبت رسیده است.